# Dixiphia erythrocephala
Il manachino testadorata (Dixiphia erythrocephala (Linnaeus, 1758)) è un uccello passeriforme della famiglia Pipridae, diffuso in America Latina.

## Distribuzione e habitat
La specie è diffusa nei seguenti paesi: Panama, Trinidad e Tobago, Colombia, Ecuador, Guiana Francese, Guyana, Suriname, Perù, Venezuela, Brasile.